# فيغون بامي جاي
فيغون بامي جاي (بالفرنسية : Vigon Bamy Jay) ثلاثي موسيقي فرنسي متخصص في أغاني السول وريذم أند بلوز الكلاسيكية باللغة الإنجليزية والفرنسية بمبادرة من قناة إم 6 الفرنسية بدأت نشاطها 2013 إلى 2015 وأصدروا ألبوما ناجحا بعنوان Les Soul Men عام 2013.
وتتكون الفرقة من مغنيين محترفين هم المغني المغربي فيغون الشهير منذ منتصف الستينات من القرن العشرين بأدائه لأغاني ريذم أند بلوز. كما شارك عام 2011 في الموسم الأول من برنامج مسابقة الغناء الفرنسية The Voice: la plus belle voix و إريك بامي المولود في غوادلوب الذي شارك في نهائيات La France a un incroyable talent بالإضافة للمغني الفرنسي جاي.

## وصلات خارجية
- فيغون بامي جاي على موقع ميوزك برينز (الإنجليزية)
- فيغون بامي جاي على موقع ديسكوغز (الإنجليزية)